# 5e étape du Tour d'Italie 2020
Pour un article plus général, voir Tour d'Italie 2020.
La 5e étape du Tour d'Italie 2020 se déroule le mercredi 7 octobre 2020 entre Mileto et Camigliatello Silano, sur une distance de 225 km.

## Déroulement de la course
Membre de l'échappée matinale, Filippo Ganna s'adjuge l'étape, après avoir distancé à 5 km du sommet de la dernière ascension Thomas De Gendt (Lotto-Soudal) et Einer Rubio (Movistar), sortis du peloton dès le début de la montée. Les différents poursuivants sont repris dans le col. Après avoir pris la 4e place au sommet de la première ascension du jour, Ganna profite de son passage en tête du dernier col, devant Pozzovivo et Fuglsang, pour s'emparer du maillot bleu. L'italien devance à l'arrivée de 34 secondes le groupe maillot rose, réglé par Patrick Konrad (Bora-Hansgrohe) devant João Almeida. Brandon McNulty termine à 2 minutes 14 du vainqueur, Jonathan Caicedo à 16 minutes 34. Almeida conforte ainsi son maillot rose, avec désormais 43 secondes d'avance sur Bilbao et 48 sur Kelderman. McNulty et Caicedo sortent du Top 10, ce qui profite principalement à Konrad et Majka, désormais 9e et 10e à environ 1 minute 30 du leader.

## Résultats

### Classement de l'étape
| \| Classement de l'étape \| Classement de l'étape \| Classement de l'étape \| Classement de l'étape \| Classement de l'étape \| \| Coureur \| Coureur \| Pays \| Équipe \| Temps \| \| --------------------- \| --------------------- \| --------------------- \| --------------------- \| --------------------- \| \| 1er \| Filippo Ganna \| Italie \| Ineos Grenadiers \| 5 h 59 min 17 s \| \| 2e \| Patrick Konrad \| Autriche \| Bora-Hansgrohe \| + 34 s \| \| 3e \| João Almeida \| Portugal \| Deceuninck-Quick Step \| + 34 s \| \| 4e \| Wilco Kelderman \| Pays-Bas \| Team Sunweb \| + 34 s \| \| 5e \| Lucas Hamilton \| Australie \| Mitchelton-Scott \| + 34 s \| \| 6e \| Jai Hindley \| Australie \| Team Sunweb \| + 34 s \| \| 7e \| Harm Vanhoucke \| Belgique \| Lotto-Soudal \| + 34 s \| \| 8e \| Pello Bilbao \| Espagne \| Bahrain McLaren \| + 34 s \| \| 9e \| Jakob Fuglsang \| Danemark \| Astana \| + 34 s \| \| 10e \| Fausto Masnada \| Italie \| Deceuninck-Quick Step \| + 34 s \| |                 |           |                       |                 |
| |                 |           |                       |                 |
| Source : ProCyclingStats |                 |           |                       |                 |
| Classement de l'étape |                 |           |                       |                 |
| Coureur | Coureur         | Pays      | Équipe                | Temps           |
| 1er | Filippo Ganna   | Italie    | Ineos Grenadiers      | 5 h 59 min 17 s |
| 2e | Patrick Konrad  | Autriche  | Bora-Hansgrohe        | + 34 s          |
| 3e | João Almeida    | Portugal  | Deceuninck-Quick Step | + 34 s          |
| 4e | Wilco Kelderman | Pays-Bas  | Team Sunweb           | + 34 s          |
| 5e | Lucas Hamilton  | Australie | Mitchelton-Scott      | + 34 s          |
| 6e | Jai Hindley     | Australie | Team Sunweb           | + 34 s          |
| 7e | Harm Vanhoucke  | Belgique  | Lotto-Soudal          | + 34 s          |
| 8e | Pello Bilbao    | Espagne   | Bahrain McLaren       | + 34 s          |
| 9e | Jakob Fuglsang  | Danemark  | Astana                | + 34 s          |
| 10e | Fausto Masnada  | Italie    | Deceuninck-Quick Step | + 34 s          |

### Points attribués pour le classement par points
| Sprint intermédiaire Catanzaro Lido (km 80,2) | Sprint intermédiaire Catanzaro Lido (km 80,2) | Sprint intermédiaire Catanzaro Lido (km 80,2) | Sprint intermédiaire Catanzaro Lido (km 80,2) | Sprint intermédiaire Catanzaro Lido (km 80,2) |
| --------------------------------------------- | --------------------------------------------- | --------------------------------------------- | --------------------------------------------- | --------------------------------------------- |
|                                               | Coureur                                       | Pays                                          | Équipe                                        | Point(s)                                      |
| 1er                                           | Jhonatan Restrepo                             | Colombie                                      | Androni Giocattoli-Sidermec                   | 12                                            |
| 2e                                            | Edoardo Zardini                               | Italie                                        | Vini Zabù-KTM                                 | 8                                             |
| 3e                                            | Carl Fredrik Hagen                            | Norvège                                       | Lotto-Soudal                                  | 6                                             |
| 4e                                            | Filippo Ganna                                 | Italie                                        | Ineos Grenadiers                              | 5                                             |
| 5e                                            | Jan Tratnik                                   | Slovénie                                      | Bahrain-McLaren                               | 4                                             |
| 6e                                            | Salvatore Puccio                              | Italie                                        | Ineos Grenadiers                              | 3                                             |
| 7e                                            | Héctor Carretero                              | Espagne                                       | Movistar                                      | 2                                             |
| 8e                                            | Valerio Conti                                 | Italie                                        | UAE Emirates                                  | 1                                             |
| modifier                                      |                                               |                                               |                                               |                                               |

| Arrivée d'étape Roccaraso (km 207) | Arrivée d'étape Roccaraso (km 207) | Arrivée d'étape Roccaraso (km 207) | Arrivée d'étape Roccaraso (km 207) | Arrivée d'étape Roccaraso (km 207) |
| ---------------------------------- | ---------------------------------- | ---------------------------------- | ---------------------------------- | ---------------------------------- |
|                                    | Coureur                            | Pays                               | Équipe                             | Point(s)                           |
| 1er                                | Filippo Ganna                      | Italie                             | Ineos Grenadiers                   | 25                                 |
| 2e                                 | Patrick Konrad                     | Autriche                           | Bora-Hansgrohe                     | 18                                 |
| 3e                                 | João Almeida                       | Portugal                           | Deceuninck-Quick Step              | 12                                 |
| 4e                                 | Wilco Kelderman                    | Pays-Bas                           | Sunweb                             | 8                                  |
| 5e                                 | Lucas Hamilton                     | Australie                          | Mitchelton-Scott                   | 6                                  |
| 6e                                 | Jai Hindley                        | Australie                          | Sunweb                             | 5                                  |
| 7e                                 | Harm Vanhoucke                     | Belgique                           | Lotto-Soudal                       | 4                                  |
| 8e                                 | Peio Bilbao                        | Espagne                            | Bahrain-McLaren                    | 3                                  |
| 9e                                 | Jakob Fuglsang                     | Danemark                           | Astana                             | 2                                  |
| 10e                                | Fausto Masnada                     | Italie                             | Deceuninck-Quick Step              | 1                                  |
| modifier                           |                                    |                                    |                                    |                                    |

### Points attribués pour le classement du meilleur grimpeur
| Catanzaro (km 91,9) 3e catégorie (3,5 km à 5,3%) | Catanzaro (km 91,9) 3e catégorie (3,5 km à 5,3%) | Catanzaro (km 91,9) 3e catégorie (3,5 km à 5,3%) | Catanzaro (km 91,9) 3e catégorie (3,5 km à 5,3%) | Catanzaro (km 91,9) 3e catégorie (3,5 km à 5,3%) |
| ------------------------------------------------ | ------------------------------------------------ | ------------------------------------------------ | ------------------------------------------------ | ------------------------------------------------ |
|                                                  | Coureur                                          | Pays                                             | Équipe                                           | Point(s)                                         |
| 1er                                              | Edoardo Zardini                                  | Italie                                           | Vini Zabù-KTM                                    | 9                                                |
| 2e                                               | Héctor Carretero                                 | Espagne                                          | Movistar                                         | 4                                                |
| 3e                                               | Salvatore Puccio                                 | Italie                                           | Ineos Grenadiers                                 | 2                                                |
| 4e                                               | Filippo Ganna                                    | Italie                                           | Ineos Grenadiers                                 | 1                                                |
| modifier                                         |                                                  |                                                  |                                                  |                                                  |

| Triolo (km 111,3) 3e catégorie (10,1 km à 5,3%) | Triolo (km 111,3) 3e catégorie (10,1 km à 5,3%) | Triolo (km 111,3) 3e catégorie (10,1 km à 5,3%) | Triolo (km 111,3) 3e catégorie (10,1 km à 5,3%) | Triolo (km 111,3) 3e catégorie (10,1 km à 5,3%) |
| ----------------------------------------------- | ----------------------------------------------- | ----------------------------------------------- | ----------------------------------------------- | ----------------------------------------------- |
|                                                 | Coureur                                         | Pays                                            | Équipe                                          | Point(s)                                        |
| 1er                                             | Edoardo Zardini                                 | Italie                                          | Vini Zabù-KTM                                   | 9                                               |
| 2e                                              | Héctor Carretero                                | Espagne                                         | Movistar                                        | 4                                               |
| 3e                                              | Valerio Conti                                   | Italie                                          | UAE Emirates                                    | 2                                               |
| 4e                                              | Salvatore Puccio                                | Italie                                          | Ineos Grenadiers                                | 1                                               |
| modifier                                        |                                                 |                                                 |                                                 |                                                 |

| \| Válico di Montescuro (km 213,4) 1re catégorie (22,7 km à 5,7%) \| Válico di Montescuro (km 213,4) 1re catégorie (22,7 km à 5,7%) \| Válico di Montescuro (km 213,4) 1re catégorie (22,7 km à 5,7%) \| Válico di Montescuro (km 213,4) 1re catégorie (22,7 km à 5,7%) \| Válico di Montescuro (km 213,4) 1re catégorie (22,7 km à 5,7%) \| \| -------------------------------------------------------------- \| -------------------------------------------------------------- \| -------------------------------------------------------------- \| -------------------------------------------------------------- \| -------------------------------------------------------------- \| \| \| Coureur \| Pays \| Équipe \| Point(s) \| \| 1er \| Filippo Ganna \| Italie \| Ineos Grenadiers \| 40 \| \| 2e \| Domenico Pozzovivo \| Italie \| NTT Pro Cycling \| 18 \| \| 3e \| Jakob Fuglsang \| Danemark \| Astana \| 12 \| \| 4e \| Vincenzo Nibali \| Italie \| Trek-Segafredo \| 9 \| \| 5e \| Wilco Kelderman \| Pays-Bas \| Sunweb \| 6 \| \| 6e \| Sam Oomen \| Pays-Bas \| Sunweb \| 4 \| \| 7e \| Jai Hindley \| Australie \| Sunweb \| 2 \| \| 8e \| Rafał Majka \| Pologne \| Bora-Hansgrohe \| 1 \| \| modifier \| \| \| \| \| |                    |           |                  |          |
| Válico di Montescuro (km 213,4) 1re catégorie (22,7 km à 5,7%) |                    |           |                  |          |
| | Coureur            | Pays      | Équipe           | Point(s) |
| 1er | Filippo Ganna      | Italie    | Ineos Grenadiers | 40       |
| 2e | Domenico Pozzovivo | Italie    | NTT Pro Cycling  | 18       |
| 3e | Jakob Fuglsang     | Danemark  | Astana           | 12       |
| 4e | Vincenzo Nibali    | Italie    | Trek-Segafredo   | 9        |
| 5e | Wilco Kelderman    | Pays-Bas  | Sunweb           | 6        |
| 6e | Sam Oomen          | Pays-Bas  | Sunweb           | 4        |
| 7e | Jai Hindley        | Australie | Sunweb           | 2        |
| 8e | Rafał Majka        | Pologne   | Bora-Hansgrohe   | 1        |
| modifier |                    |           |                  |          |

### Points attribués pour le classement des sprints intermédiaires
| Sprint intermédiaire Catanzaro Lido (km 80,2) | Sprint intermédiaire Catanzaro Lido (km 80,2) | Sprint intermédiaire Catanzaro Lido (km 80,2) | Sprint intermédiaire Catanzaro Lido (km 80,2) | Sprint intermédiaire Catanzaro Lido (km 80,2) |
| --------------------------------------------- | --------------------------------------------- | --------------------------------------------- | --------------------------------------------- | --------------------------------------------- |
|                                               | Coureur                                       | Pays                                          | Équipe                                        | Point(s)                                      |
| 1er                                           | Jhonatan Restrepo                             | Colombie                                      | Androni Giocattoli-Sidermec                   | 10                                            |
| 2e                                            | Edoardo Zardini                               | Italie                                        | Vini Zabù-KTM                                 | 6                                             |
| 3e                                            | Carl Fredrik Hagen                            | Norvège                                       | Lotto-Soudal                                  | 3                                             |
| 4e                                            | Filippo Ganna                                 | Italie                                        | Ineos Grenadiers                              | 2                                             |
| 5e                                            | Jan Tratnik                                   | Slovénie                                      | Bahrain-McLaren                               | 1                                             |
| modifier                                      |                                               |                                               |                                               |                                               |

| Sprint intermédiaire Cosenza (km 187,5) | Sprint intermédiaire Cosenza (km 187,5) | Sprint intermédiaire Cosenza (km 187,5) | Sprint intermédiaire Cosenza (km 187,5) | Sprint intermédiaire Cosenza (km 187,5) |
| --------------------------------------- | --------------------------------------- | --------------------------------------- | --------------------------------------- | --------------------------------------- |
|                                         | Coureur                                 | Pays                                    | Équipe                                  | Point(s)                                |
| 1er                                     | Carl Fredrik Hagen                      | Norvège                                 | Lotto-Soudal                            | 10                                      |
| 2e                                      | Jhonatan Restrepo                       | Colombie                                | Androni Giocattoli-Sidermec             | 6                                       |
| 3e                                      | Jan Tratnik                             | Slovénie                                | Bahrain-McLaren                         | 3                                       |
| 4e                                      | Héctor Carretero                        | Espagne                                 | Movistar                                | 2                                       |
| 5e                                      | Edoardo Zardini                         | Italie                                  | Vini Zabù-KTM                           | 1                                       |
| modifier                                |                                         |                                         |                                         |                                         |

### Bonifications
|   | Coureur            | Pays     | Équipe                      | Secondes |
| - | ------------------ | -------- | --------------------------- | -------- |
| 1 | Carl Fredrik Hagen | Norvège  | Lotto-Soudal                | 3 s      |
| 2 | Jhonatan Restrepo  | Colombie | Androni Giocattoli-Sidermec | 2 s      |
| 3 | Jan Tratnik        | Slovénie | Bahrain-McLaren             | 1 s      |

|   | Coureur        | Pays     | Équipe                | Secondes |
| - | -------------- | -------- | --------------------- | -------- |
| 1 | Filippo Ganna  | Italie   | Ineos Grenadiers      | 10 s     |
| 2 | Patrick Konrad | Autriche | Bora-Hansgrohe        | 6 s      |
| 3 | João Almeida   | Portugal | Deceuninck-Quick Step | 4 s      |

## Classements à l'issue de l'étape

### Classement général
| \| Classement général \| Classement général \| Classement général \| Classement général \| Classement général \| \| Coureur \| Coureur \| Pays \| Équipe \| Temps \| \| ------------------ \| ------------------ \| ------------------ \| --------------------- \| ------------------ \| \| 1er \| João Almeida \| Portugal \| Deceuninck-Quick Step \| 17 h 06 min 23 s \| \| 2e \| Pello Bilbao \| Espagne \| Bahrain McLaren \| + 43 s \| \| 3e \| Wilco Kelderman \| Pays-Bas \| Team Sunweb \| + 48 s \| \| 4e \| Harm Vanhoucke \| Belgique \| Lotto-Soudal \| + 59 s \| \| 5e \| Vincenzo Nibali \| Italie \| Trek-Segafredo \| + 1 min 01 s \| \| 6e \| Domenico Pozzovivo \| Italie \| NTT Pro Cycling \| + 1 min 05 s \| \| 7e \| Jakob Fuglsang \| Danemark \| Astana \| + 1 min 19 s \| \| 8e \| Steven Kruijswijk \| Pays-Bas \| Jumbo-Visma \| + 1 min 21 s \| \| 9e \| Patrick Konrad \| Autriche \| Bora-Hansgrohe \| + 1 min 26 s \| \| 10e \| Rafał Majka \| Pologne \| Bora-Hansgrohe \| + 1 min 32 s \| |                    |          |                       |                  |
| |                    |          |                       |                  |
| Source : ProCyclingStats |                    |          |                       |                  |
| Classement général |                    |          |                       |                  |
| Coureur | Coureur            | Pays     | Équipe                | Temps            |
| 1er | João Almeida       | Portugal | Deceuninck-Quick Step | 17 h 06 min 23 s |
| 2e | Pello Bilbao       | Espagne  | Bahrain McLaren       | + 43 s           |
| 3e | Wilco Kelderman    | Pays-Bas | Team Sunweb           | + 48 s           |
| 4e | Harm Vanhoucke     | Belgique | Lotto-Soudal          | + 59 s           |
| 5e | Vincenzo Nibali    | Italie   | Trek-Segafredo        | + 1 min 01 s     |
| 6e | Domenico Pozzovivo | Italie   | NTT Pro Cycling       | + 1 min 05 s     |
| 7e | Jakob Fuglsang     | Danemark | Astana                | + 1 min 19 s     |
| 8e | Steven Kruijswijk  | Pays-Bas | Jumbo-Visma           | + 1 min 21 s     |
| 9e | Patrick Konrad     | Autriche | Bora-Hansgrohe        | + 1 min 26 s     |
| 10e | Rafał Majka        | Pologne  | Bora-Hansgrohe        | + 1 min 32 s     |

| Classement par points | Classement par points | Classement par points | Classement par points | Classement par points |
| Coureur               | Coureur               | Pays                  | Équipe                | Points                |
| --------------------- | --------------------- | --------------------- | --------------------- | --------------------- |
| 1er                   | Peter Sagan           | Slovaquie             | Bora-Hansgrohe        | 57 pts                |
| 2e                    | Arnaud Démare         | France                | Groupama-FDJ          | 52 pts                |
| 3e                    | Filippo Ganna         | Italie                | Ineos Grenadiers      | 45 pts                |
| 4e                    | João Almeida          | Portugal              | Deceuninck-Quick Step | 29 pts                |
| 5e                    | Diego Ulissi          | Italie                | UAE Team Emirates     | 27 pts                |
| 6e                    | Davide Ballerini      | Italie                | Deceuninck-Quick Step | 25 pts                |
| 7e                    | Jonathan Caicedo      | Équateur              | EF Pro Cycling        | 23 pts                |
| 8e                    | Michael Matthews      | Australie             | Team Sunweb           | 20 pts                |
| 9e                    | Patrick Konrad        | Autriche              | Bora-Hansgrohe        | 18 pts                |
| 10e                   | Andrea Vendrame       | Italie                | AG2R La Mondiale      | 18 pts                |

| Classement par points | Classement par points | Classement par points | Classement par points | Classement par points |
| Coureur               | Coureur               | Pays                  | Équipe                | Points                |
| --------------------- | --------------------- | --------------------- | --------------------- | --------------------- |
| 1er                   | Peter Sagan           | Slovaquie             | Bora-Hansgrohe        | 57 pts                |
| 2e                    | Arnaud Démare         | France                | Groupama-FDJ          | 52 pts                |
| 3e                    | Filippo Ganna         | Italie                | Ineos Grenadiers      | 45 pts                |
| 4e                    | João Almeida          | Portugal              | Deceuninck-Quick Step | 29 pts                |
| 5e                    | Diego Ulissi          | Italie                | UAE Team Emirates     | 27 pts                |
| 6e                    | Davide Ballerini      | Italie                | Deceuninck-Quick Step | 25 pts                |
| 7e                    | Jonathan Caicedo      | Équateur              | EF Pro Cycling        | 23 pts                |
| 8e                    | Michael Matthews      | Australie             | Team Sunweb           | 20 pts                |
| 9e                    | Patrick Konrad        | Autriche              | Bora-Hansgrohe        | 18 pts                |
| 10e                   | Andrea Vendrame       | Italie                | AG2R La Mondiale      | 18 pts                |

| Classement de la montagne | Classement de la montagne | Classement de la montagne | Classement de la montagne   | Classement de la montagne |
| Coureur                   | Coureur                   | Pays                      | Équipe                      | Points                    |
| ------------------------- | ------------------------- | ------------------------- | --------------------------- | ------------------------- |
| 1er                       | Filippo Ganna             | Italie                    | Ineos Grenadiers            | 41 pts                    |
| 2e                        | Jonathan Caicedo          | Équateur                  | EF Pro Cycling              | 40 pts                    |
| 3e                        | Edoardo Zardini           | Italie                    | Vini Zabù-Brado-KTM         | 18 pts                    |
| 4e                        | Domenico Pozzovivo        | Italie                    | NTT Pro Cycling             | 18 pts                    |
| 5e                        | Jakob Fuglsang            | Danemark                  | Astana                      | 18 pts                    |
| 6e                        | Giovanni Visconti         | Italie                    | Vini Zabù-Brado-KTM         | 18 pts                    |
| 7e                        | Wilco Kelderman           | Pays-Bas                  | Team Sunweb                 | 15 pts                    |
| 8e                        | Harm Vanhoucke            | Belgique                  | Lotto-Soudal                | 12 pts                    |
| 9e                        | Vincenzo Nibali           | Italie                    | Trek-Segafredo              | 11 pts                    |
| 10e                       | Simon Pellaud             | Suisse                    | Androni Giocattoli-Sidermec | 9 pts                     |

| Classement de la montagne | Classement de la montagne | Classement de la montagne | Classement de la montagne   | Classement de la montagne |
| Coureur                   | Coureur                   | Pays                      | Équipe                      | Points                    |
| ------------------------- | ------------------------- | ------------------------- | --------------------------- | ------------------------- |
| 1er                       | Filippo Ganna             | Italie                    | Ineos Grenadiers            | 41 pts                    |
| 2e                        | Jonathan Caicedo          | Équateur                  | EF Pro Cycling              | 40 pts                    |
| 3e                        | Edoardo Zardini           | Italie                    | Vini Zabù-Brado-KTM         | 18 pts                    |
| 4e                        | Domenico Pozzovivo        | Italie                    | NTT Pro Cycling             | 18 pts                    |
| 5e                        | Jakob Fuglsang            | Danemark                  | Astana                      | 18 pts                    |
| 6e                        | Giovanni Visconti         | Italie                    | Vini Zabù-Brado-KTM         | 18 pts                    |
| 7e                        | Wilco Kelderman           | Pays-Bas                  | Team Sunweb                 | 15 pts                    |
| 8e                        | Harm Vanhoucke            | Belgique                  | Lotto-Soudal                | 12 pts                    |
| 9e                        | Vincenzo Nibali           | Italie                    | Trek-Segafredo              | 11 pts                    |
| 10e                       | Simon Pellaud             | Suisse                    | Androni Giocattoli-Sidermec | 9 pts                     |

| Classement du meilleur jeune | Classement du meilleur jeune | Classement du meilleur jeune | Classement du meilleur jeune | Classement du meilleur jeune |
| Coureur                      | Coureur                      | Pays                         | Équipe                       | Temps                        |
| ---------------------------- | ---------------------------- | ---------------------------- | ---------------------------- | ---------------------------- |
| 1er                          | João Almeida                 | Portugal                     | Deceuninck-Quick Step        | 17 min 06 s                  |
| 2e                           | Harm Vanhoucke               | Belgique                     | Lotto-Soudal                 | + 59 s                       |
| 3e                           | Jai Hindley                  | Australie                    | Team Sunweb                  | + 1 min 33 s                 |
| 4e                           | Sergio Samitier              | Espagne                      | Movistar Team                | + 2 min 12 s                 |
| 5e                           | Lucas Hamilton               | Australie                    | Mitchelton-Scott             | + 2 min 47 s                 |
| 6e                           | Brandon McNulty              | États-Unis                   | UAE Team Emirates            | + 2 min 57 s                 |
| 7e                           | Tao Geoghegan Hart           | Royaume-Uni                  | Ineos Grenadiers             | + 3 min 18 s                 |
| 8e                           | James Knox                   | Royaume-Uni                  | Deceuninck-Quick Step        | + 3 min 26 s                 |
| 9e                           | Aurélien Paret-Peintre       | France                       | AG2R La Mondiale             | + 4 min 31 s                 |
| 10e                          | Sam Oomen                    | Pays-Bas                     | Team Sunweb                  | + 8 min 12 s                 |

| Classement du meilleur jeune | Classement du meilleur jeune | Classement du meilleur jeune | Classement du meilleur jeune | Classement du meilleur jeune |
| Coureur                      | Coureur                      | Pays                         | Équipe                       | Temps                        |
| ---------------------------- | ---------------------------- | ---------------------------- | ---------------------------- | ---------------------------- |
| 1er                          | João Almeida                 | Portugal                     | Deceuninck-Quick Step        | 17 min 06 s                  |
| 2e                           | Harm Vanhoucke               | Belgique                     | Lotto-Soudal                 | + 59 s                       |
| 3e                           | Jai Hindley                  | Australie                    | Team Sunweb                  | + 1 min 33 s                 |
| 4e                           | Sergio Samitier              | Espagne                      | Movistar Team                | + 2 min 12 s                 |
| 5e                           | Lucas Hamilton               | Australie                    | Mitchelton-Scott             | + 2 min 47 s                 |
| 6e                           | Brandon McNulty              | États-Unis                   | UAE Team Emirates            | + 2 min 57 s                 |
| 7e                           | Tao Geoghegan Hart           | Royaume-Uni                  | Ineos Grenadiers             | + 3 min 18 s                 |
| 8e                           | James Knox                   | Royaume-Uni                  | Deceuninck-Quick Step        | + 3 min 26 s                 |
| 9e                           | Aurélien Paret-Peintre       | France                       | AG2R La Mondiale             | + 4 min 31 s                 |
| 10e                          | Sam Oomen                    | Pays-Bas                     | Team Sunweb                  | + 8 min 12 s                 |

| Classement par équipes | Classement par équipes | Classement par équipes | Classement par équipes |
| Équipe                 | Équipe                 | Pays                   | Temps                  |
| ---------------------- | ---------------------- | ---------------------- | ---------------------- |
| 1re                    | Deceuninck-Quick Step  | Belgique               | 51 h 23 min 32 s       |
| 2e                     | Team Sunweb            | Allemagne              | + 1 min 22 s           |
| 3e                     | Ineos Grenadiers       | Royaume-Uni            | + 3 min 34 s           |
| 4e                     | Jumbo-Visma            | Pays-Bas               | + 4 min 22 s           |
| 5e                     | Mitchelton-Scott       | Australie              | + 6 min 03 s           |
| 6e                     | Bora-Hansgrohe         | Allemagne              | + 7 min 51 s           |
| 7e                     | AG2R La Mondiale       | France                 | + 11 min 30 s          |
| 8e                     | Movistar Team          | Espagne                | + 14 min 20 s          |
| 9e                     | Trek-Segafredo         | États-Unis             | + 17 min 35 s          |
| 10e                    | Bahrain McLaren        | Bahreïn                | + 18 min 12 s          |

| Classement par équipes | Classement par équipes | Classement par équipes | Classement par équipes |
| Équipe                 | Équipe                 | Pays                   | Temps                  |
| ---------------------- | ---------------------- | ---------------------- | ---------------------- |
| 1re                    | Deceuninck-Quick Step  | Belgique               | 51 h 23 min 32 s       |
| 2e                     | Team Sunweb            | Allemagne              | + 1 min 22 s           |
| 3e                     | Ineos Grenadiers       | Royaume-Uni            | + 3 min 34 s           |
| 4e                     | Jumbo-Visma            | Pays-Bas               | + 4 min 22 s           |
| 5e                     | Mitchelton-Scott       | Australie              | + 6 min 03 s           |
| 6e                     | Bora-Hansgrohe         | Allemagne              | + 7 min 51 s           |
| 7e                     | AG2R La Mondiale       | France                 | + 11 min 30 s          |
| 8e                     | Movistar Team          | Espagne                | + 14 min 20 s          |
| 9e                     | Trek-Segafredo         | États-Unis             | + 17 min 35 s          |
| 10e                    | Bahrain McLaren        | Bahreïn                | + 18 min 12 s          |

## Abandons
- Luca Wackermann (Vini Zabù-KTM) : non-partant
- Benjamin Thomas (Groupama-FDJ) : abandon
- Pieter Weening (Trek-Segafredo) : abandon